# Kanton Salbris
Salbris is een voormalig kanton van het Franse departement Loir-et-Cher. Het kanton maakte deel uit van het arrondissement Romorantin-Lanthenay tot het op 22 maart 2015 werd opgeheven. Orçay en Theillay werden hierop overgeheveld naar het kanton Selles-sur-Cher, de overige gemeenten werden opgenomen in het op die dag gevormde kanton La Sologne.

## Gemeenten
Het kanton Salbris omvatte de volgende gemeenten:
- La Ferté-Imbault
- Marcilly-en-Gault
- Orçay
- Pierrefitte-sur-Sauldre
- Saint-Viâtre
- Salbris (hoofdplaats)
- Selles-Saint-Denis
- Souesmes
- Theillay